# Skölden
Skölden (Scutum på latin) är en liten stjärnbild på södra stjärnhimlen nära himmelsekvatorn. 
Konstellationen är en av de 88 moderna stjärnbilderna som erkänns av den Internationella Astronomiska Unionen.

## Historik
Stjärnbilden namngavs 1690 av den polske astronomen Johannes Hevelius. Hevelius ursprungliga namn på konstellationen var Scutum Sobiescii eller Sobieskis sköld efter den polske krigarkungen Johan III Sobieski av Polen i egenskap av kristenhetens räddare efter hans stora seger över Osmanerna i slaget vid Wien 1683.

## Stjärnor

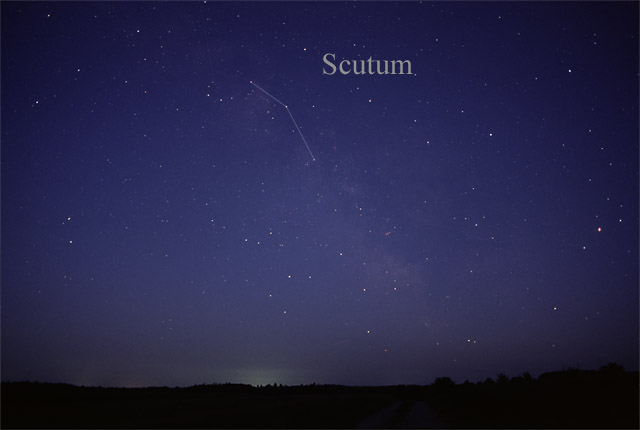
Stjärnbilden Skölden (Scutum) som den kan ses med blotta ögat.

Det här är de ljusaste stjärnorna i konstellationen.
- α - Alfa Scuti (Ionnina, 1 Scuti) är en K-stjärna som tidigare tillhörde Örnens stjärnbild och hade namnet 1 Aquilae. Den har magnitud 3,85.
- β - Beta Scuti (6 Scuti) är en dubbelstjärna med magnitud 4,22.
- γ - Gamma Scuti (2 Scuti) är en vit jätte med magnitud 4,67.
- δ - Delta Scuti är en varibel stjärna, som är prototyp för dvärg-cepheiderna. Magnituden är ungefär 4,72.
- ε - Epsilon Scuti (3 Scuti) är ett flerstjärnesystem 4,88.
- η - Eta Scuti (9 Scuti) 4,83.[3]
- ζ - Zeta Scuti 4,68.
- UY Scuti är troligtvis den största upptäckta stjärnan, 5 miljarder gånger Solens storlek.

## Djuprymdsobjekt

### Stjärnhopar
- Vildandshopen (Messier 11 eller NGC 6705) är en öppen stjärnhop. Den har ungefär 2900 stjärnor.
- Messier 26 (NGC 6694) är också en öppen stjärnhop.
- NGC 6712 är en klotformig stjärnhop.
- RSGC1, RSGC2 (Stephenson 2), RSGC3 och RSGC4 (Alicante 8) är öppna stjärnhopar i Sköldens stjärnbild.
- Mercer 3 är en klotformig stjärnhop, vars ålder beräknats till 12 miljarder år[4]

### Nebulosor
- IC 1295 är en planetarisk nebulosa.